# 省 (中華民國)
省是中華民國的第一級行政區劃，與直轄市平級，目前設有臺灣省、福建省（部分地區）。依照現行制度，省不實行地方自治，僅負監督下轄各縣市自治之責。
中華民國建國之初繼承大清帝國省制，設22省，後增至35省。在中華民國大陸時期，省是最主要的一級行政區，從原先主要設置於汉地到推廣至除蒙古及西藏外全國區域。1940年代末，中華民國政府在第二次國共內戰中失利，失去中國大陸的統治權，導致省的有效設置數量銳減。1955年大陳島撤退後，有效統治區域僅餘2省迄今，分別為管轄臺灣及澎湖群島的臺灣省，以及管轄金門、烏坵與馬祖列島的福建省。中華民國政府遷台後又於臺灣本島劃設數個直轄市，使臺灣省的轄域減少。
由於臺灣省政府職權與中央政府高度重疊，加上葉爾辛效應的考量，中華民國政府在1997年修憲後實施臺灣省政府功能業務與組織調整（省虛級化）。移除省的地方自治功能，並停辦省長及省議員選舉，改設置省主席與省諮議員，轉為行政院的派出機關。2018年，進一步將省級機關「去任務化」，透過不編列預算、不提名職務、移撥業務等，實質停止行政業務運作，僅依照憲法增修條文保留名義上的首長職缺及組織機關架構。

## 沿革

### 北洋政府時期
中華民國於1912年建立時，省份承襲清朝舊制，當時全國共設22省。當時中華民國政府在22個省之外設置京兆、熱河、察哈爾、綏遠、川邊等幾個特別區，西藏、蒙古、青海3個地方，另保留阿爾泰、塔尔巴哈台（塔城地区）、伊犁3地區（後均併入新疆省）。
北京政府的行政區劃級別為省、道、縣三級，並有「廢省置道」的計畫。當時全國設置93道，除甘肅省最多有7道外，各省平均數量大致在3至4個左右。
| 01 | 直隸省   | 07 | 山西省 | 13 | 湖北省 | 18 | 四川省 |
| 02 | 奉天省   | 08 | 江蘇省 | 14 | 湖南省 | 19 | 廣東省 |
| 03 | 吉林省   | 09 | 安徽省 | 15 | 陝西省 | 20 | 廣西省 |
| 04 | 黑龍江省 | 10 | 江西省 | 16 | 甘肅省 | 21 | 雲南省 |
| 05 | 山東省   | 11 | 福建省 | 17 | 新疆省 | 22 | 貴州省 |
| 06 | 河南省   | 12 | 浙江省 |    |        |    |        |

### 國民政府時期
1928年，國民政府北伐後，改直隸、奉天2省為河北、遼寧，併京兆特別區入河北省，將熱河、察哈爾、綏遠、川邊、寧夏、青海各改制為6個省（川邊特別區改建西康省），總計28省，另外加上西藏、蒙古2個地方，以及分別自俄、英收回的東省特別區、威海衛行政區，並增設與省平級的特別市（即直轄市）。
國民政府依照建國大綱制定訓政時期約法，地方制度改採省、縣二級制並廢除道制。由於出現部分省份管轄縣數過多，省對縣的控制力量不彰的問題，又於1931年設置行政督察區作為中介，但此一行政區劃缺乏法源依據，且效果有時並不甚顯著，反而徒增冗員，降低溝通行政效率。

#### 縮省計畫
縮小省份之議，早自清末康有為便有相關提案。但直到國民政府北伐成功，才出現具體方案。但由於政局持續動盪，加上1937年抗戰爆發，調整省區遲遲無法執行。方案也不斷調整。
中華民國政府遷台後，1952年提出的調整草案為目前最後的版本，作為反攻大陸後的省區劃分依據，但未正式實施。由還沒劃分之20省再分成35省，總共50省。

#### 抗戰後區劃
1945年抗戰勝利後，國民政府依照縮省方案，將中国东北劃分成九省，除原有東三省外，新設遼北、安東、合江、松江、嫩江、興安等6省，並增設臺灣省行政長官公署，共計35省。1947年，二二八事件發生後行政長官陳儀被免職，5月16日行政長官公署改制為臺灣省政府。1949年，海南島及南海諸島自廣東省析出，設海南特別行政區，預備建省。但在東北有些新劃出省分如興安、合江等省，一直在中共或蘇軍控制之下，從未受國府及中華民國政府實際治理，省府公署僅能在鄰近省地辦公，未能駐於所轄省境。中共也依照新省區方案劃分東北控制區，但轄區未必與國府吻合。
| 中華民國政府遷台前各省詳情 | 中華民國政府遷台前各省詳情 | 中華民國政府遷台前各省詳情 | 中華民國政府遷台前各省詳情 | 中華民國政府遷台前各省詳情 | 中華民國政府遷台前各省詳情 | 中華民國政府遷台前各省詳情 | 中華民國政府遷台前各省詳情 | 中華民國政府遷台前各省詳情 | 中華民國政府遷台前各省詳情 | 中華民國政府遷台前各省詳情 |
| 編號                       | 省名                       | 簡稱                       | 省會                       | 地理區                     |                            | 編號                       | 省名                       | 簡稱                       | 省會                       | 地理區                     |
| -------------------------- | -------------------------- | -------------------------- | -------------------------- | -------------------------- | -------------------------- | -------------------------- | -------------------------- | -------------------------- | -------------------------- | -------------------------- |
| 01                         | 江蘇省                     | 蘇                         | 鎮江縣                     | 華中                       | 19                         | 陝西省                     | 陝                         | 西安市                     | 華北                       |                            |
| 02                         | 浙江省                     | 浙                         | 杭州市                     | 華中                       | 20                         | 甘肅省                     | 甘                         | 蘭州市                     | 華北                       |                            |
| 03                         | 安徽省                     | 皖                         | 合肥縣                     | 華中                       | 21                         | 寧夏省                     | 寧                         | 銀川市                     | 華北                       |                            |
| 04                         | 江西省                     | 贛                         | 南昌市                     | 華中                       | 22                         | 青海省                     | 青                         | 西寧市                     | 西部                       |                            |
| 05                         | 湖北省                     | 鄂                         | 武昌市（今武漢）           | 華中                       | 23                         | 綏遠省                     | 綏                         | 歸綏市（今呼和浩特）       | 塞北                       |                            |
| 06                         | 湖南省                     | 湘                         | 長沙市                     | 華中                       | 24                         | 察哈爾省                   | 察                         | 張垣市（今張家口）         | 塞北                       |                            |
| 07                         | 四川省                     | 川                         | 成都市                     | 華中                       | 25                         | 熱河省                     | 熱                         | 承德縣                     | 塞北                       |                            |
| 08                         | 西康省                     | 康                         | 康定縣                     | 西部                       | 26                         | 遼寧省                     | 遼                         | 瀋陽市                     | 東北                       |                            |
| 09                         | 福建省                     | 閩                         | 福州市                     | 華南                       | 27                         | 安東省                     | 安                         | 通化市                     | 東北                       |                            |
| 10                         | 臺灣省                     | 臺                         | 臺北市                     | 華南                       | 28                         | 遼北省                     | 洮                         | 遼源縣                     | 東北                       |                            |
| 11                         | 廣東省                     | 粵                         | 廣州市                     | 華南                       | 29                         | 吉林省                     | 吉                         | 吉林市                     | 東北                       |                            |
| 12                         | 廣西省                     | 桂                         | 桂林市                     | 華南                       | 30                         | 松江省                     | 松                         | 牡丹江市                   | 東北                       |                            |
| 13                         | 雲南省                     | 滇                         | 昆明市                     | 華南                       | 31                         | 合江省                     | 合                         | 佳木斯市                   | 東北                       |                            |
| 14                         | 貴州省                     | 黔                         | 貴陽市                     | 華南                       | 32                         | 黑龍江省                   | 黑                         | 北安市                     | 東北                       |                            |
| 15                         | 河北省                     | 冀                         | 清苑縣（今保定）           | 華北                       | 33                         | 嫩江省                     | 嫩                         | 齊齊哈爾市                 | 東北                       |                            |
| 16                         | 山東省                     | 魯                         | 濟南市                     | 華北                       | 34                         | 興安省                     | 興                         | 海拉爾市（今呼倫貝爾）     | 東北                       |                            |
| 17                         | 河南省                     | 豫                         | 開封縣                     | 華北                       | 35                         | 新疆省                     | 新                         | 迪化市（今烏魯木齊）       | 西部                       |                            |
| 18                         | 山西省                     | 晉                         | 太原市                     | 華北                       |                            |                            |                            |                            |                            |                            |

### 政府遷臺後
1949年底，中華民國政府因國共內戰失利而撤退至臺灣，當時僅有臺灣全省，以及江蘇、浙江、福建、廣東、雲南、西康等省，連同海南特別行政區的部分區域尚在中華民國政府的控制之下，其餘位在中國大陸的省份已全部丟失。1955年大陳島撤退後，中華民國的實際管轄區域僅限於臺澎金馬（臺灣地區），實際控制省份僅餘臺灣、福建二省；其中，福建省僅實際管轄金門縣、莆田縣烏坵與連江縣馬祖列島。而隨著臺灣本島人口的增加，臺灣省原轄區內有6個直轄市陸續升格，其所占全臺灣地區土地面積也從超過99%逐漸下降至69.79%。

## 虛級化

### 緣起
1949年底，中華民國政府播遷臺灣。1955年大陳撤退後，便未再對中國大陸地區實行統治至今，僅統治臺灣省與福建省的極小部分（金門縣、連江縣馬祖列島）。省份的數量大幅萎縮，雖然臺北市與高雄市分別在1967年和1979年升格為直轄市，臺灣省的行政區域面積仍佔中華民國實際管轄區域的98%以上。為了符合當時的社會情勢，地方制度的變革議題及重要性逐漸浮現。

### 過程
1996年，甫連任總統成功的李登輝宣布召開國家發展會議（簡稱國發會），邀請朝野各界共商國家的未來發展，而省制的廢除與否，則成為會中最受各界矚目的議題。經過朝野不斷的爭論，國發會最終作成了省制精簡化的決議。
1998年，朝野依照國發會的共識，合作透過國民大會修改《中華民國憲法增修條文》部分內容，並制定《地方制度法》以取代原有的《省縣自治法》。在這次的修法中，省制遭到虛級化，其原本擁有的「地方自治團體」地位遭到移除，無法施行地方自治。這也造成省政機關的重大變革：省政府仍具有公法人身分，但成為行政院的派出機關，政策制定與人事任命權均由中央掌握，功能與直轄市、市的區公所類似；省議會則改制為「省諮議會」，成為省政的諮詢機關，失去原有地方立法機關的功能。至於原受省級管轄的縣、市等地方政府，改由中央政府直接管理，主要監督機關為內政部，各縣、市僅在行政區劃上仍隸屬於省，省僅存監督所轄縣、市地方自治事務之責。
省虛級化實施後，自由地區各省中臺灣省受到的影響最大，臺灣省政府的組織被大量精簡，臺灣省議會則依法改組為臺灣省諮議會，兩者的功能均大幅萎縮。福建省的政府機構因1956年7月實施戰地政務而依規定不負責戰地政務，長期事實上形同喪失省政府的組織功能，而由戰地政務委員會實際指揮、監督福建省金門縣及連江縣之戰地政務工作，在戰地政務實驗結束後，復經虛級化，實際功能仍然維持萎縮狀態。

### 去任務化
2018年3月20日，行政院院長賴清德在立法院備詢時，答覆立法委員「現在還存在一個臺灣省政府是不正常的」，並「希望明年省政府的預算是空的」、「明年的預算就不編了」。6月28日，行政院院長賴清德宣布省級機關「去任務化」，措施包括預算歸零、所存省級行政組織及業務完全移交中央政府。省級機關實質上停止運作，僅依照憲法增修條文在名義上保留臺灣省政府、臺灣省諮議會、福建省政府的機關架構。臺灣省政府主席、福建省政府主席及臺灣省諮議會諮議長並先後於同年7月1日、次年1月14日、6月10日免職，此後行政院院長未再提名新任人選。至此，臺灣省政府主席、臺灣省諮議會諮議長、福建省政府主席事實上僅保留職銜，迄今尚未再有提名及任命。
同年7月1日，臺灣省政府的行政業務全部由國家發展委員會接收；臺灣省諮議會業務由立法院接收。12月31日，福建省政府之行政業務則由行政院金馬聯合服務中心接收。此後中華民國所設實體省級機關未實際運作至今。
由於地方制度法及憲法增修條文有關省級機關設置和機關人員的任命規定仍存在，雖然部分主張或支持法理臺獨人士認為行政院藉由「去任務化」避免以短期較不易達成的修憲方式，達到實質「廢省」的目的，也有部分人士贊同其移除「盲腸機關」，減少行政區劃過於繁雜的層級；但其過程與作法忽視既存法律規範，刻意以不編列預算方式造成《憲法增修條文》中明定的省縣地方制度無法實際正常運作，及長期不提名省級機關人員缺額，在法制層面上也產生違憲的質疑。

## 現況
| 目前自由地區各省詳情 | 目前自由地區各省詳情 | 目前自由地區各省詳情 | 目前自由地區各省詳情 | 目前自由地區各省詳情 | 目前自由地區各省詳情 | 目前自由地區各省詳情 | 目前自由地區各省詳情 |
| 省名                 | 簡稱                 | 行政機關             | 首長                 | 諮議機關             | 人口數               | 面積(km²)            | 行政區劃             |
| -------------------- | -------------------- | -------------------- | -------------------- | -------------------- | -------------------- | -------------------- | -------------------- |
| 臺灣省               | 臺                   | 臺灣省政府           | 臺灣省政府主席       | 臺灣省諮議會         | 6,890,790            | 25,110.0037          | 11縣3市              |
| 福建省               | 閩                   | 福建省政府           | 福建省政府主席       | 無                   | 153,403              | 180.4560             | 2縣                  |

- 目前省級機關因施行「去任務化」，上表之省政府與省諮議會組織不再實際運作，僅依照《中華民國憲法增修條文》保留其機關與人事之名稱，省名義上仍存在。

- 1998年後，依《中華民國憲法增修條文》及《地方制度法》之規定，省為非地方自治團體，設省政府及省諮議會。其中，省政府為行政院派出機關，受行政院指揮監督，辦理下列事項：

1. 監督縣（市）自治事項。
2. 執行省政府行政事務。
3. 其他法令授權或行政院交辦事項。

- 1998年至2018年間，省政府主席慣例由行政院政務委員兼任。
- 1998年後，臺灣地區各省政府與臺灣省諮議會之編制員額暫依照《臺灣省政府功能業務與組織調整暫行條例》規定[註 5]，該法廢止後，改依行政院制定之 《臺灣省政府組織規程》、《臺灣省諮議會組織規程》及《福建省政府組織規程》規定。雖行政院於2018年後實行「去任務化」，但行政院均未廢止各該組織規程。